# Lycostomus crassus
Lycostomus crassus is een keversoort uit de familie netschildkevers (Lycidae). De wetenschappelijke naam van de soort werd in 1926 gepubliceerd door Kleine.